# الأمير التنين
الأمير التنين هو مسلسل رسوم متحركة خيالي على نيتفليكس و صنعه  ه آرون هساذ و جستن ريتشموند وأنتجته شركة وندرستور عرض لأول مرة في 14 سبتمبر عام 2018.

## الحبكة
تدور أحداث المسلسل حول مغامرات اثنين من أمراء كاتوليس، إزران  وأخوه كليوم. وهما متورطان في مؤامرة من قبل مجموعة من الجان من أرض شاديا، الذين يسعون لاغتيال والدهم، الملك هارو. وأثناء المحاولة  يواجهون «ريلا».

## الشخصيات
- كالوم (بصوت جاك دي سينا)،  شقيق إزران
- إزران (بصوت ساشا Rojen) ولي عهد كاتوليس الأصغر
- رايلا (بولا بوروز)
- بايت، حيوان ازران الأليف

### النمط
الأمير التنين تم إنشاؤها باستخدام الرسوم المتحركة ثلاثية الأبعاد. تم استخدام بعض التقنيات الرسومية وتخفيض معدل الإطار  لجعل العمل يشبه التقليدية ثنائية الأبعاد الرسوم المتحركة.

### الإصدار
أعلن في 10 تموز / يوليه 2018. صدر الإعلان التشويقي في تموز / يوليه 2018 في سان دييغو كومك كون إنترناشونال.
الموسم الأول صدر على نيتفليكس في 14 سبتمبر عام 2018.

## وصلات خارجية
- الموقع الرسميالموقع الرسمي
- الأمير التنين على موقع IMDb (الإنجليزية)
- الأمير التنين على موقع روتن توميتوز (الإنجليزية)
- الأمير التنين على موقع نتفليكس (الإنجليزية)
- الأمير التنين على موقع فيلمافينيتي (الإسبانية)
- الأمير التنين على موقع كينوبويسك (الروسية)
- الأمير التنين على موقع ألو سيني (الفرنسية)
- الأمير التنين على موقع قاعدة بيانات الفيلم (الإنجليزية)